# Maria Emanuel, Margraf de Meissen
Maria Emanuel, Margraf de Meissen (n. 31 ianuarie 1926 – d. 23 iulie 2012) a fost Șeful Casei Regale a Saxoniei și a Poloniei.

## Biografie
Născut la Castelul Prüfening din Regensburg, Bavaria, a fost fiul cel mare al pe atunci Prințul Ereditar Frederic Christian de Saxonia, mai târziu Margraf de Meissen, și al soției acestuia, Elisabeta Elena de Thurn și Taxis.
La vârsta de 18 ani Emanuel a fost închis și condamnat la moarte de naziști pentru că se opunea conducerii lor. După ce a scăpat de pedeapsă a trebuit să scape de sovieticii care se apropiau de patria sa, Saxonia, care a devenit o parte din Germania de Est după terminarea celui de-al Doilea Război Mondial. După război, s-a mutat în Elveția, unde a început să lucreze în sectorul serviciilor financiare. De asemenea, fiind un pictor talentat, Emanuel și-a expus o serie din lucrările sale într-o expoziție.
S-a căsătorit la vârsta de 37 de ani cu Prințesa Anastasia de Anhalt (n. 1940) la 31 ianuarie 1963 la Vevey, Elveția. Cuplul nu a avut copii.
Maria Emanuel a devenit Șeful Casei Regale a Saxoniei după moartea tatălui său, la 9 august 1968.

### Succesiune
Cum Maria Emanuel nu a avut copii legitimi, el l-a recunoscut ca moștenitor al său pe Prințul Alexander de Saxa-Gessaphe, fiul cel mare a surorii sale, prințesa Anna. Alexander este căsătorit cu prințesa Gisela de Bavaria.
Linia regală a Casei de Wettin aplică legea semi-salică, care permite și femeilor moștenirea. După decesul lui Maria Emanuel și a fratelui mai mic al acestuia, Albert, în linia de succesiune ar urma copiii surorilor lor: Maria Josepha (necăsătorită), Maria Anna și Matilda, însă numai căsătoria Matildei a îndeplinit cerințele casei regale și singurul ei fiu a murit în 1987. Prin urmare, dacă pretenția lui Gessaphe este invalidă, succesiunea ar trece la mătușile paterne, care sunt: Margarete Karola (1900–1962), Maria Alix (1901–1990) și Anna (1903–1976), toate cu copii. Margaret fiind cea mai mare, moștenitor ar fi nepotul ei, Karl Friedrich, Prinț de Hohenzollern (n. 1932), șef al Casei de Hohenzollern.
Totuși, fratele margrafului, Albert, a susținut cerințele de egalitate pentru a permite fiului morganatic al vărului său, prințul Timo de Saxonia, Rüdiger (n. 1953), să succeadă. Rüdiger are împreună cu prima lui soție, Astrid Linke (1949–1989), trei fii: Daniel (n. 1975), Arne (n. 1977) și Nils (n. 1978).